# Соф'їно (Гафурійський район)
Со́ф'їно (рос. Софьино, башк. Софья) — присілок у складі Гафурійського району Башкортостану, Росія. Входить до складу Білоозерської сільської ради.
Населення — 6 осіб (2010; 20 в 2002).
Національний склад:
- росіяни — 75%